# Симфония псалмов
Симфония псалмов (англ. Symphony of Psalms) — трёхчастная симфония Игоря Стравинского для хора и симфонического оркестра. Партитура закончена в 1930 году. Ныне исполняется преимущественно во второй редакции (1948).

## История
Сочинение было написано в 1930 году по заказу Сергея Кусевицкого к пятидесятилетнему юбилею Бостонского симфонического оркестра. Мировая премьера состоялась 13 декабря 1930 года в Брюсселе в исполнении местного оркестра под управлением Эрнеста Ансерме. Американская премьера с участием Бостонского оркестра под управлением Кусевицкого прошла 19 декабря 1930 года. Первая аудиозапись симфонии была сделана в феврале 1931 года в театре Елисейских Полей оркестром Страрама под управлением автора.

## Музыка и содержание
Стравинский заимствовал тексты для «Симфонии псалмов» из отдельных стихов Псалтири — Псалма 38 (Exaudi orationem meam, Domine, для первой части), Псалма 39 (Expectans expectavi Dominum, для второй части) и Псалма 150 (Laudate Dominum in sanctis eius, для третьей части), в версии Вульгаты (на латинском языке). 
Симфония написана для нестандартного состава исполнителей: в оркестровой партитуре отсутствуют скрипки, альты и кларнеты и добавлены два фортепиано. В пояснении к партитуре Стравинский пишет, что партии верхних голосов хора желательно поручить не женщинам, а мальчикам (в исполнительской практике это пожелание автора зачастую игнорируется). Части исполняются без перерыва. Соотношение текста и музыки сам Стравинский объяснял так: 
Это не симфония, в которую я включил псалмовые тексты для распевания. Наоборот, это распевы псалмов, которые я симфонизирую.

## Исполнение
«Симфония псалмов» — одно из самых репертуарных сочинений Стравинского (особенно последняя часть). Помимо записей под руководством самого Стравинского (1931, 1963) и Эрнеста Ансерме (1947, 1961), её записывали Карел Анчерл, Леонард Бернстайн, Гари Бертини, Пьер Булез, Джон Гардинер, Колин Дэвис, Герберт фон Караян, Александр Лазарев, Игорь Маркевич, Джеймс О'Доннелл, Саймон Реттл, Евгений Светланов, Туган Сохиев, Владимир Спиваков, Ференц Фричай, Рикардо Шайи, Георг Шолти, Роберт Шоу и другие дирижёры. Большинство этих исполнителей придерживается редакции 1948 года. Хор мальчиков включают записи Ф. Фричая (ок. 1953), Э. Ансерме (1961), И. Маркевича (ок. 1962), Е. Ф. Светланова (1966), Дж. О'Доннелла (1990).
В 1978 году хореограф Иржи Килиан поставил танцевальный спектакль на эту музыку. Премьера «Симфонии псалмов» состоялась в Гааге на сцене «Циркус-театра» в исполнении артистов Нидерландского театра танца. 